# Uthman ibn Affan
Uthman ibn Affan (arabisk: عثمان بن عفان) (født ca. 576, død 17. juli 656) var Saḥābi og spillede som én af de første islamiske konvertanter en stor rolle i tidlig islamisk historie ved både at være den tredje retledte kalif og Muhammeds svigersøn. Han blev af et råd nedsat af forgængeren Umar ibn al-Khattab udpeget som kalif, men blev beskyldt for nepotisme, hvilket førte til oprør, og han blev dræbt af irakiske og egyptiske enheder af kalifatets hær.

## Fodnoter
1. ↑  Navnet er anført på engelsk og stammer fra Wikidata hvor navnet endnu ikke findes på dansk.
2. ↑  Simonsen, Jørgen Bæk (2. januar 2010). "Uthman ibn Affan". Den Store Danske (lex.dk online udgave). Hentet 2. august 2010.

| Biografi | Spire Denne biografi er en spire som bør udbygges. Du er velkommen til at hjælpe Wikipedia ved at udvide den. |